# Geranium ruprechtii
Geranium ruprechtii là một loài thực vật có hoa trong họ Mỏ hạc. Loài này được (Woronow) Grossh. mô tả khoa học đầu tiên năm 1932.